# Мала Рада

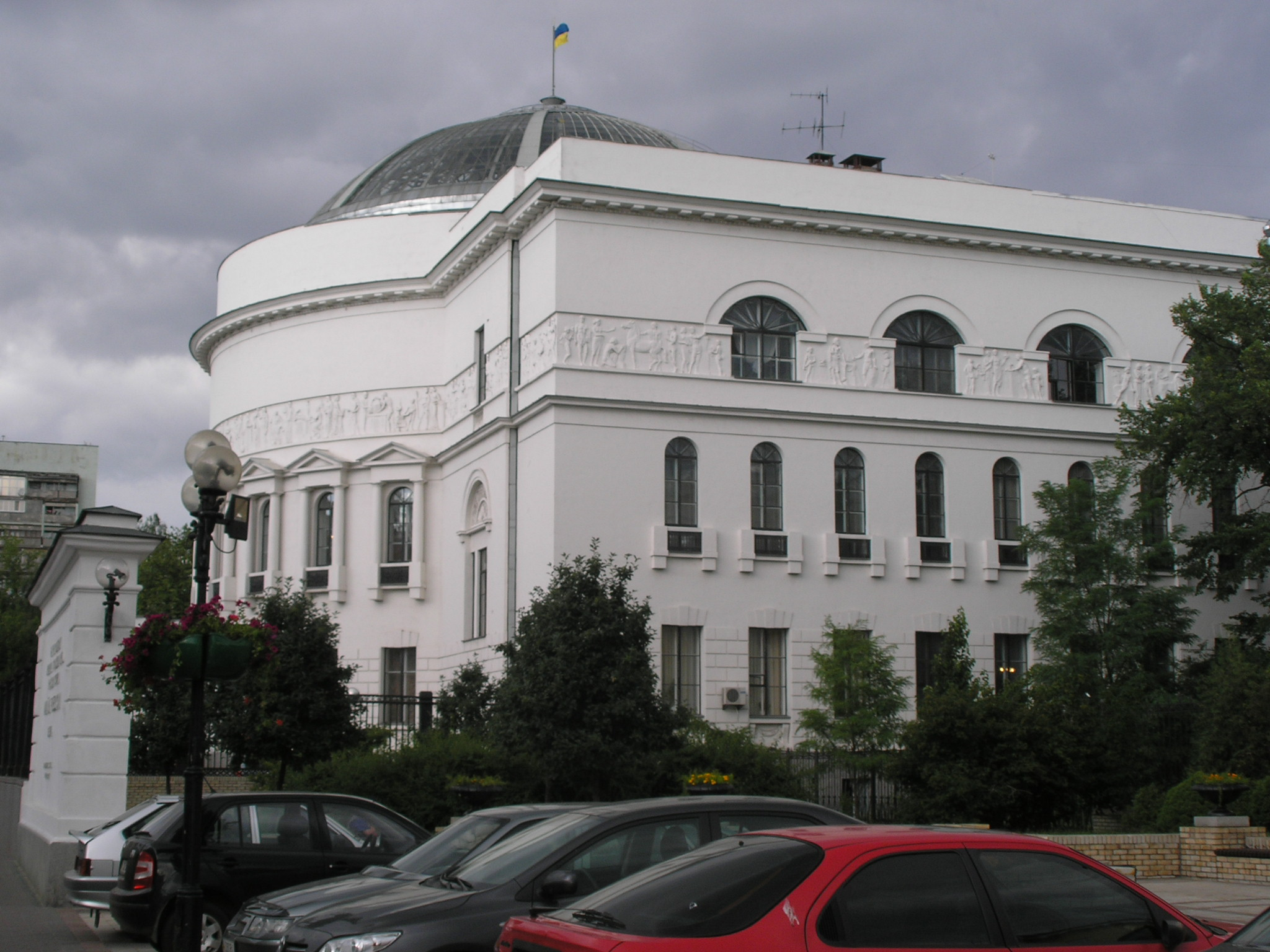
Будівля Центральної Ради (2007)

Мала Рада — орган Української Центральної Ради, створений у квітні 1917 року, який діяв між її пленарними засіданнями.
Спочатку існувала як виконавчий комітет УЦР (офіційна назва — Комітет УЦР). У кінці квітня 1917 року до складу Малої ради входили М. Грушевський (голова), С. Єфремов і В. Винниченко — заступники голови, члени — X. Барановський, В. Бойко, Запорожець, В. Коваль, Косів, В. О'Коннор-Вілінська, Ф. Крижановський, 3. Мірна, А. Ніковський, Г. Одинець, В. Прокопович, М. Стасюк, Л. Старицька-Черняхівська, В. Садовський, Л. Чикаленко і П. Христюк.
Після створення Генерального Секретаріату Комітет УЦР 6 липня 1917 року було перейменовано у Малу Раду. Мала Рада мала здійснювати підготовчі та, до певної міри, законодавчі функції між сесіями УЦР. На засіданнях Малої Ради обговорювали і готували проєкти рішень всіх найважливіших поточних політичних, економічних і військових питань, які пізніше затверджували на сесії УЦР. Щомісяця скликала сесії Центральної Ради, в разі потреби — надзвичайні. В липні 1917 року в Малу Раду входили 40 представників від політичних фракцій УЦР, Президії Центральної Ради і Рад робітничих, селянських і солдатських депутатів та 18 членів від національних меншин.